# Вейгела ранняя
Вейгела ранняя (лат. Weigela praecox) — вид цветковых растений из рода Вейгела, семейство Жимолостные (Caprifoliaceae).

## Распространение и экология
Распространена в некоторых районах Китая, на Корейском полуострове. На территории России встречается только на юге Приморского края (от Хасана до бассейна реки Борисовки и в пригороде Владивостока).
Растёт одиночно или группами в смешанных и широколиственных лесах, на каменистых склонах, у скал, в долинах и по берегам рек на скалистых местах.

## Ботаническое описание
Кустарник до 1,5—2 м высоты с серой корой, гладкими ветвями и красноватыми молодыми побегами. Листья супротивные, продолговато-яйцевидные или эллиптические, 6—12 см длины и 5—6 см ширины, остроконечные, пильчатые, опушенные, особенно густо снизу по жилкам.
Цветки обильные. В конечных или пазушных полузонтиках по три или кратно трем. Венчик пурпурно-розовый или красный с сиреневым оттенком, очень редко — с белым, воронковидно-колокольчатый длиною 3—4 см, снаружи опушенный. Пыльники свободные (не спаянные). Коробочка продолговатая, длиною 1,5—2,5 cм, двухгнездная. Семена очень мелкие, трехгранные, бескрылые. Цветёт в мае — июне. Плоды созревают в августе — сентябре.
Выращенная из семян зацветает на четвёртом году жизни.

### Культивирование
Наилучшее время для высадки — весна. Высаживать растение до того, как набухнут почки, земля при этом уже должна прогреться, в таком случае вейгела примется очень хорошо. Посаженный осенью кустарник часто погибает во время первой зимовки.
Место для посадки лучше всего выбирать на возвышении, при этом оно должно иметь защиту от сквозняка и северного ветра, который может стать причиной осыпания цветочков и бутонов. Лучше посадить вейгелу с южной стороны здания. При хорошем освещении цветки очень яркие, а цветение обильное. Для посадки нужна рыхлая земля с большим количеством гумуса. Подойдет суглинистый либо глинистый грунт нейтральный или слабощелочной. Желательно высаживать в грунт вейгелы в возрасте не менее 3 лет.
Молодая вейгела нуждается в укрытии на зиму куст желательно укрыть спанбондом либо иным укрывным материалом. Приствольный круг присыпать лапником или сухой листвой. Эти несложные мероприятия помогут растению перенести суровые морозы. Если же после зимы растение сильно обмерзло, то исправит ситуацию обильный полив (10 л воды на куст). То же самое становится обязательным при жаркой погоде. Поливать вейгелу нужно лишь в засушливый период, при этом используется большое количество воды (если приствольный круг замульчирован, то поливы будут более редкими). Также нужно производить своевременную прополку и рыхление грунта, которое выполняют очень осторожно всего на половину штыка лопаты, в противном случае можно повредить систему корней. Также нужно своевременно подкармливать растение, в начале весны вейгелу нужно подкормить, для этого в почву вносят полное минеральное удобрение, в состав которых входит калий, фосфор и азот. В последние дни весны либо первые — лета во время бутонизации необходимо произвести вторую подкормку, при этом нужно взять фосфорные и калийные удобрения (сернокислый калий, суперфосфат и др.). Благодаря этому цвести растение будет долго и обильно, а также произойдет укрепление ветвей, что хорошо для зимовки. Третий раз куст подкармливают во время перекопки осенью, при этом берут древесную золу (на 1 м2 необходимо 200 г подкормки).

## Значение и применение
Декоративное красивоцветущее растение.
Предпочитает открытые солнечные места.
В культуре высаживают одиночно или разряженными группами на газонах.
Используется в нестриженых живых изгородях в композициях с многолетними растениями и кустарниками.
Второстепенный медонос и пыльценос. Продуктивность нектара 100 цветками — 30,1—45,5 мг. Посещается пчёлами для сбора пыльцы и нектара.